# Mount Spetch
Mount Spetch är ett berg i Kanada.   Det ligger i provinsen British Columbia, i den sydvästra delen av landet, 3 500 km väster om huvudstaden Ottawa. Toppen på Mount Spetch är 2 301 meter över havet.
Terrängen runt Mount Spetch är huvudsakligen bergig, men österut är den kuperad. Trakten runt Mount Spetch är nära nog obefolkad, med mindre än två invånare per kvadratkilometer.. Det finns inga samhällen i närheten. 
I omgivningarna runt Mount Spetch växer i huvudsak barrskog.